# Талапти (Интимацький сільський округ)
Талапти́ (каз. Талапты) — село у складі Жетисайського району Туркестанської області Казахстану. Входить до складу Интимацького сільського округу.
У радянські часи село називалось Отділення № 3 совхоза Победа.
Населення — 1626 осіб (2021; 1784 у 2009, 1386 у 1999, 1148 у 1989).